# Cistothorus meridae
Cistothorus meridae е вид птица от семейство Troglodytidae.

## Разпространение
Видът е разпространен във Венецуела.